# Earth Angel
Earth Angel (Will You Be Mine) är en amerikansk låt från 1954 gjord av doo-wop-gruppen The Penguins.
också inspelad av Johnny Tillotson 1960.